# Битва при Брункеберге
Би́тва при Бру́нкеберге (швед. Slaget vid Brunkeberg) — важнейший сражение в конфликте между Швецией и Данией. Шведы пытались закрепить полученную независимость от датчан и разорвать Кальмарскую унию, заключённую в 1397 году. Основными силами шведов были крестьяне и ополченцы, а датчан — рыцари и германские наемники.

## Предыстория
В 1397 году королевства Дания, Норвегия и Швеция создали Кальмарскую унию, во главе которой встала королева Дании Маргарет. После её смерти шведы откололись от унии, выбрав собственного короля — Карла Кнутссона Бунде. Но после того, как он скончался в мае 1470 года, права на шведский престол предъявил датский король Христиан I, управлявший этим скандинавским союзом. Однако шведы не согласились на правление Христиана, и лордом-протектором (регентом) Швеции был избран племянник Карла Кнутссона, Стен Густавссон Стуре. За месяц до сражения шведы заключили перемирие с датчанами, необходимое для подготовки армий.

## Перед сражением
В конце июля 1471 года датская эскадра из 76 кораблей с армией направилась из гавани Копенгагена к Стокгольму. На пути к Стокгольму лежал архипелаг, и кораблям пришлось преодолевать мелководье. Датский флот бросил якорь между островами Кепплингегольм (в наши дни полуостров Блазихольмен) и Варгё. Датчане начали высадку войск на первом из них 18 августа и приступили к строительству укрепленного лагеря на юге Брункеберга. Они насыпали земляные валы, сделали бойницы для пушек. Датчане заняли оборонительную позицию, ожидая, что Стен Стуре нападет первым. Датчане недооценивали шведов. По их словам, шведы были «толпой крестьян, годной скорее для маскарада, чем для войны».
В самом начале датский король приказал разделить армию на три части, чтобы прикрывать важные стратегические пункты на поле боя:
- Первая и основная часть армии осталась в укрепленном лагере;
- Вторая часть, состоящая преимущественно из конницы, должна была прикрывать армию в случае отступления к кораблям эскадры;
- Третья часть расположилась вокруг монастыря Св. Клары, чтобы не допустить воссоединения армии Стуре с стокгольмским гарнизоном.

Тем временем, Стен и его кузен — Нильс Стуре — рекрутировали в армию крестьян и ополченцев и заручились поддержкой местного рыцарства. На сторону шведов встали жители Даларны и Бергслагена, также настроенные против датчан. Вся армия соединилась 9 октября у Ярвы, к северу от Стокгольма.
В ночь с 9 на 10 октября войско шведов заняло позиции к северо-западу от монастыря Св. Клары. План шведов был таков: армия Стена атакует датские фланги, а армия Нильса — датский тыл. Стен рассчитывал победить благодаря внезапности и численному перевесу.

## Ход сражения
Битва началась в 11 часов утра и продолжалась 4 часа. Сражение началось с того, что шведские лучники обстреляли лагерь датчан, на что датчане ответили орудийными залпами. Армия Стена Стуре развернула атаку против датчан, дислоцированных у монастыря Св. Клары. Атака провалилась, и шведы потеряли боевой дух. Стен перегруппировал воинов.
Тем временем, опасаясь второй атаки на полки датчан у монастыря Святой Клары, армия Христиана контратаковала. Битва продолжалась очень долго. Сражение поглотило внимание датчан. Воспользовавшись этим, далекарлийцы Нильса Стуре вышли к датскому тылу, а гарнизон защитников Стокгольма сел на лодки и начал приближаться с противоположной стороны. Далекарлийцы быстро расправились с датскими заслонами, а стокгольмское войско, ведомое Поссе и Тролле, высадилось на берегу, перегруппировалось и атаковало позиции датчан у монастыря Святой Клары.
Датчане были застигнуты врасплох. Однако шведы также несли потери: отряд Кнута Поссе атаковал датчан в лоб, за что и поплатился. Умирающего Поссе отвезли обратно в Стокгольм. Однако датчане были окружены, а их король — тяжело ранен. Командующим стал граф Странге Нильсен, но вскоре он погиб.
Датчан охватила паника, и они начали отступать. Люди бежали из Кепплингегольма на материк по шаткому мосту, но он рухнул, не выдержав тяжести. Уцелевшие отплыли на кораблях в Копенгаген.